# 笹木野駅
笹木野駅（ささきのえき）は、福島県福島市笹木野字金谷東にある、東日本旅客鉄道（JR東日本）奥羽本線の駅である。「山形線」の愛称区間に含まれている。

## 歴史
- 1919年（大正8年）8月15日：開業[2]。
- 1984年（昭和59年）2月1日：荷物の扱いを廃止[2]。
- 1985年（昭和60年）3月1日：貨物の取り扱いを廃止[2]。
- 1986年（昭和61年）11月1日：無人化[3]。
- 1987年（昭和62年）4月1日：国鉄分割民営化に伴い、東日本旅客鉄道（JR東日本）の駅となる[2]。
- 2023年（令和5年）5月13日：奥羽本線の線路切替工事により、終日で福島駅 - 庭坂駅間で同線列車が運休[注 1]。
- 2024年（令和6年）
  - 10月1日：えきねっとQチケのサービスを開始[1][5]。
  - 10月26日：奥羽本線の線路切替工事により、同日14時以降で福島駅 - 庭坂駅間で同線列車が運休[注 2]。

## 駅構造
島式ホーム1面2線を有する地上駅である。駅舎とホームは跨線橋で連絡している。木造駅舎は解体され、待合所のみの簡易駅舎が建てられた。
福島駅管理の無人駅となっている。待合所に簡易型自動券売機が設置されていたが、2019年（令和元年）7月9日より券売機は撤去され、乗車証明書発行機に置き換えられた。

### のりば
| 番線 | 路線    | 方向 | 行先           |
| ---- | ------- | ---- | -------------- |
| 1    | ■山形線 | 上り | 福島方面       |
| 2    | ■山形線 | 下り | 山形・新庄方面 |

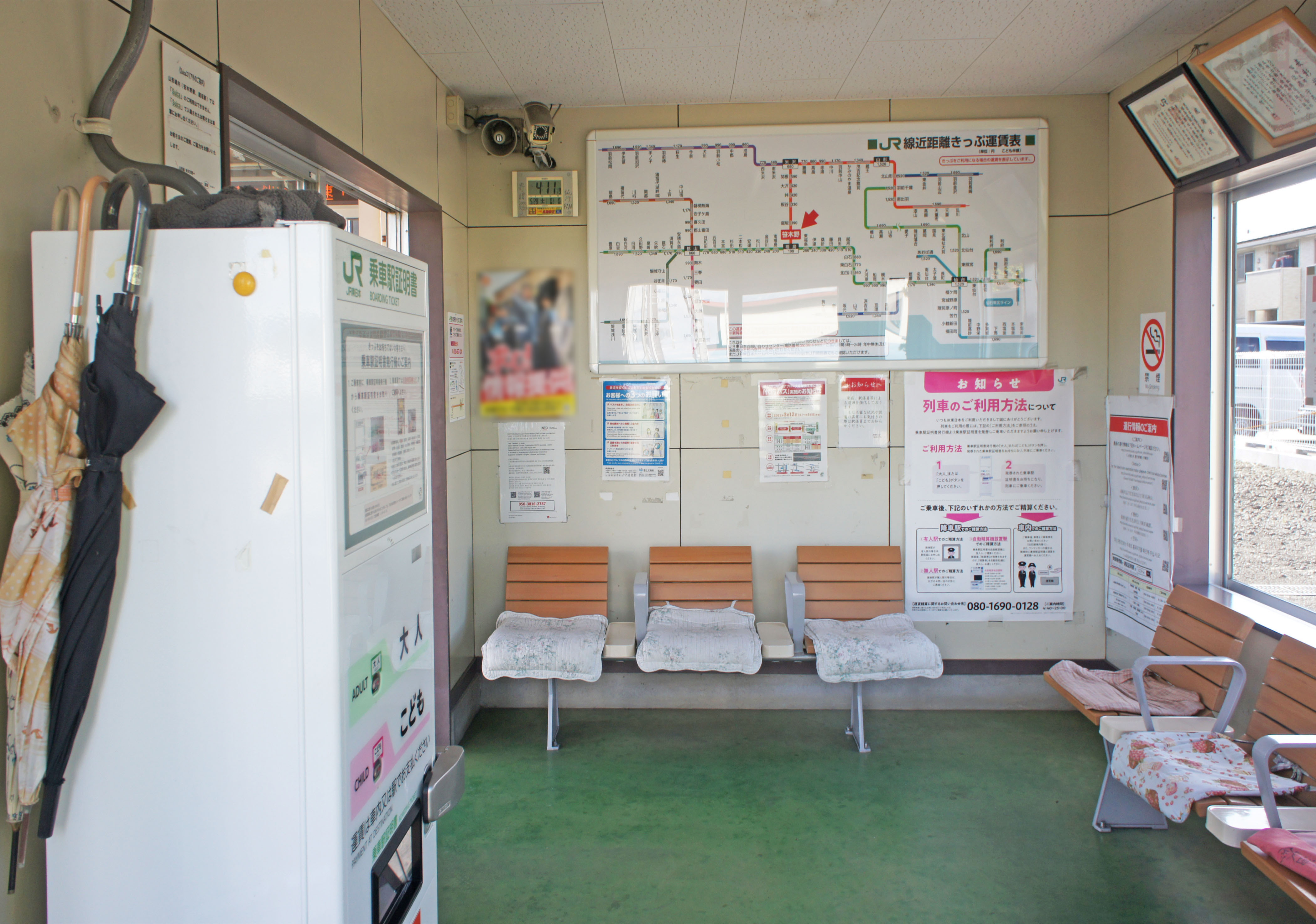
待合室（2022年5月）
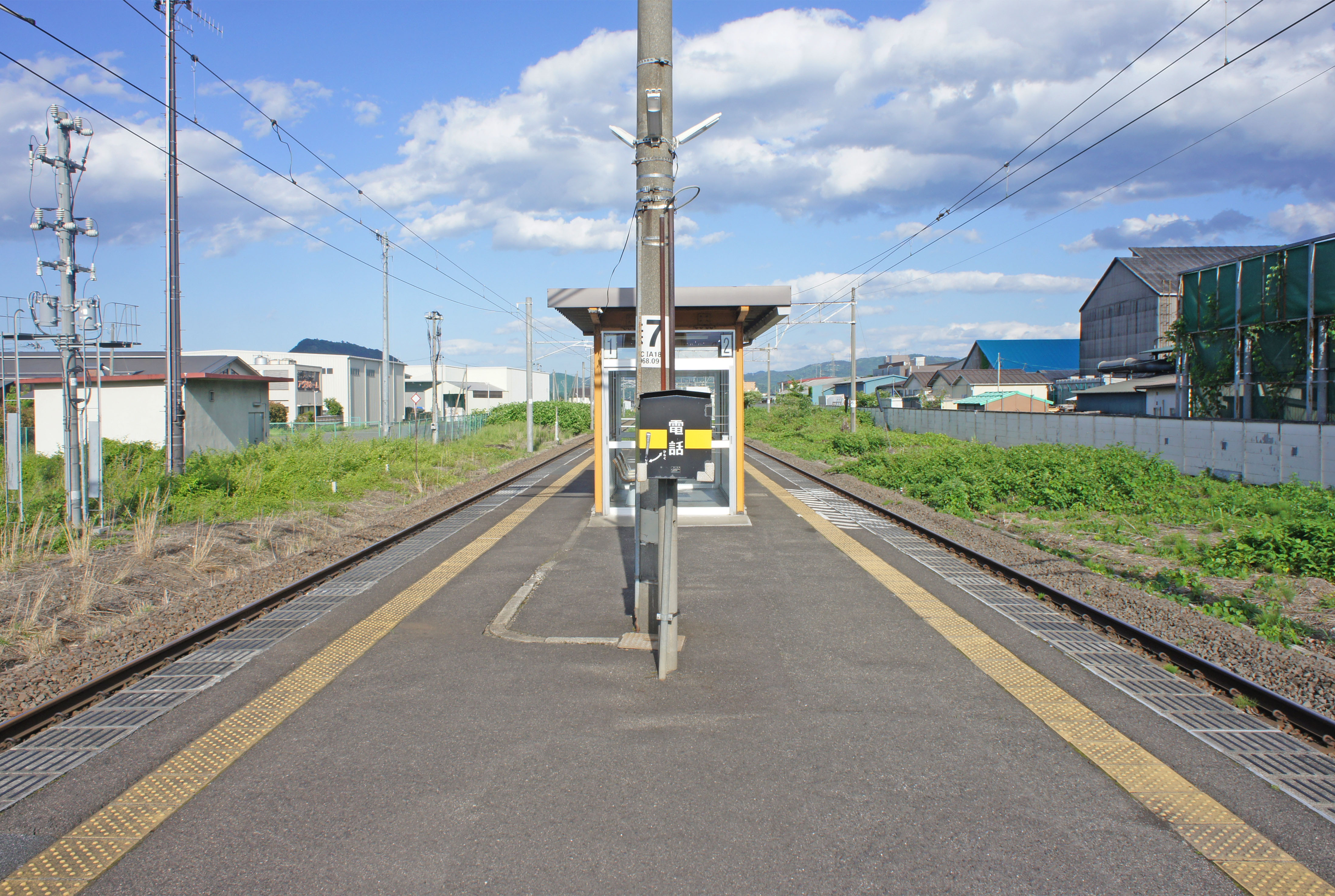
ホーム（2022年5月）

## 利用状況
「福島県統計年鑑」によると、2000年度（平成12年度）- 2004年度（平成16年度）の1日平均乗車人員の推移は以下のとおりであった。
| 乗車人員推移       | 乗車人員推移     | 乗車人員推移 |
| 年度               | 1日平均 乗車人員 | 出典         |
| ------------------ | ---------------- | ------------ |
| 2000年（平成12年） | 140              | [ 8 ]        |
| 2001年（平成13年） | 132              | [ 9 ]        |
| 2002年（平成14年） | 121              | [ 10 ]       |
| 2003年（平成15年） | 112              | [ 11 ]       |
| 2004年（平成16年） | 110              | [ 12 ]       |

## 駅周辺
- 福島製鋼
- OKIシンフォテック株式会社
- JAふくしま未来野田支店
- 八島田郵便局
- 福島市立野田小学校
- 福島市立野田中学校
- 福島県道70号福島吾妻裏磐梯線
- 福島県道310号庭坂福島線（庭坂街道）
- 福島県道311号八島田笹木野停車場線
- 国道13号（福島西道路）
- 東北自動車道 吾妻パーキングエリア
- 福島警察署八島田駐在所
- 福島市役所吾妻支所
- ヨークベニマル 福島西店
- 福島交通「水口下」、「JA野田支店」停留所
- 福島交通「笹木野駅入口」停留所（庭坂街道沿い）

## 隣の駅
東日本旅客鉄道（JR東日本）
■山形線（奥羽本線）
福島駅 - 笹木野駅 - 庭坂駅